# Longshan (socken i Kina, Sichuan)
Longshan (kinesiska: 龙山乡, 龙山) är en socken i Kina. Den ligger i provinsen Sichuan, i den sydvästra delen av landet, omkring 140 kilometer sydost om provinshuvudstaden Chengdu. Antalet invånare är 15 576. Befolkningen består av 7 509 kvinnor och 8 067 män. Barn under 15 år utgör 18,0 %, vuxna 15-64 år 67 %, och äldre över 65 år 13,0 %.
Genomsnittlig årsnederbörd är 1 420 millimeter. Den regnigaste månaden är september, med i genomsnitt 265 mm nederbörd, och den torraste är december, med 14 mm nederbörd.